# Карусел
Карусел (на руски: Карусель) е руски федерален телевизионен канал за деца и младежи. Излъчва денонощно от телевизионния център Останкино в Москва. Той е най-големият детски канал в Русия по покритие. Каналът е създаден като съвместен проект между Първи канал и ВГТРК. Започва излъчване на 27 декември 2010 г. в 05:00 ч. с предаването „Jump-Skok Team“. Позициониран е като основния руски детски канал в света.
Възраст на целевата аудитория e от 4 до 99 години. Концепцията за излъчване и форматите на излъчване се разработват с участието на детски психолози и учители. Програмите се произвеждат както от ВГТРК, така и от Първи канал, а също и от производители от трети страни. Основата на излъчването (около 60%) са образователни и развлекателни програми от собствена продукция, останалата част са руски и чуждестранни игрални и анимационни филми.

## Собственост
Телевизионният канал де факто е 100% собственост на държавата - по 50% за Първи канал и 50% за ВГТРК. Телевизионният канал се управлява от Карусел АД. От април 2017 г. са направени промени в управленската структура на канала, което довежда до въвеждането на две длъжности (от всеки основател) на генерални директори и главни редактори. Изпълнителни директори са Алексей Ефимов и Игор Иванов.

## Излъчване
Телевизионният канал в Русия е част от Мукс 1 на цифровата ефирна телевизия. В България, Франция, Литва, Латвия, Естония, Чехия и Словения този канал се излъчва и по кабел. През март 2017 каналът преминава във формат 16:9.

## Награди
„Карусел“ е печелил два пъти престижна европейска награда.